# Рыбаков, Анатолий Наумович
Анато́лий Нау́мович Рыбако́в (настоящая фамилия Аро́нов; 1 [14] января 1911, Держановка, Черниговская губерния — 23 декабря 1998[…], Нью-Йорк, Нью-Йорк) — русский писатель.
Автор трилогии (2 повести и роман): «Кортик», «Бронзовая птица», «Выстрел»; романа «Тяжёлый песок». Огромный общественный резонанс получил роман-тетралогия «Дети Арбата». Лауреат Сталинской премии второй степени (1951) и Государственной премии РСФСР имени братьев Васильевых (1978).

## Биография
Анатолий Рыбаков родился 1 (14) января 1911 года в Черниговской губернии в еврейской семье. Отец — инженер-технолог Наум Борисович Аронов (1885—1963), мать — Дина Абрамовна Рыбакова (1890—1959), уроженцы Сновска. В автобиографии писатель местом рождения указывал Чернигов. Согласно другим источникам, он родился в селе Держановка (ныне Носовского района Черниговской области), где его отец служил управляющим на винокуренном заводе местного помещика Харкуна. В советское время Н. Б. Аронов продолжал работать на винокуренном производстве, автор монографий и учебных пособий по пивоварению, публикаций по технологии солодового молока, изобретений.
С 1919 года жил в Москве, на Арбате, дом № 51. Учился в бывшей Хвостовской гимназии в Кривоарбатском переулке. В этой же школе и в это же время учился Юрий Домбровский. Восьмой и девятый классы окончил в Московской опытно-показательной школе-коммуне (сокращённо — МОПШКа) во 2-м Обыденском переулке на Остоженке. Школа возникла как коммуна комсомольцев, вернувшихся с фронтов Гражданской войны. По окончании школы работал на Дорогомиловском химическом заводе грузчиком, потом шофёром.
В 1930 году поступил в Московский институт инженеров транспорта. В 1933 году был исключён из комсомола и института, затем временно восстановлен (после обращения к А. А. Сольцу).
5 ноября 1933 года арестован и Особым совещанием коллегии ОГПУ осуждён на три года ссылки по статье 58-10 (контрреволюционная агитация и пропаганда). По окончании ссылки, не имея права жить в городах с паспортным режимом, скитался по России. Работал там, где не надо было заполнять анкеты. С 1938 года по ноябрь 1941 года был главным инженером Рязанского областного управления автотранспорта.
С ноября 1941 по 1946 год служил в Красной Армии в автомобильных частях. С июля 1942 года участвовал в боях на различных фронтах, начиная от обороны Москвы и заканчивая штурмом Берлина. Последняя должность — начальник автослужбы 4-го гвардейского стрелкового корпуса (8-я гвардейская общевойсковая армия), звание — гвардии инженер-майор. За отличие в боях по инициативе В. А. Глазунова военным трибуналом Группы советских войск в Германии (ГСВГ) был признан не имеющим судимости. В 1960 году полностью реабилитирован.
В 1946 году после демобилизации по дороге домой на собственном автомобиле «Opel Kapitän» остановился в Западном Берлине, где планировал просить политического убежища в США в комендатуре американских оккупационных войск. Был уверен в положительном решении американской администрации, однако отказался от этих планов, опасаясь, что его родственники в СССР будут подвергнуты репрессиям.
Ещё во время службы в ГСВГ начал черновик романа о водителях. По возвращении в Москву был склонен не продолжать карьеру автомобильного инженера и, получив небольшую (510 рублей) пенсию инвалида 3-й группы, решил попробовать зарабатывать на жизнь писательским творчеством. Путём определённых манипуляций получил визу НКВД на разрешение вновь прописаться в комнате родителей на Арбате, который тогда считался режимной улицей ввиду регулярного движения по улице кортежа И. В. Сталина, однако проживать там не стал. За год до этого в арбатской квартире по его инициативе поселились его первая жена и сын, и эта скученность (4 человека в одной комнате) не привлекала Рыбакова после просторного жилья, которое он занимал в Германии. Кроме того, к этому моменту он принял решение расстаться с супругой. После поисков жилья для спокойной работы над повестью «Кортик» остановился в маленьком домике без электричества и удобств в Кузьминках. Предлагал рукопись повести в журнал «Пионер» и издательство «Молодая гвардия», однако там она не вызвала интереса. В издательстве «Детгиз» после целого ряда проволочек повесть всё же приняли в план, и осенью 1948 года она была напечатана. Особые усилия к этому приложил редактор и директор издательства Константин Федотович Пискунов, он же посоветовал начинающему писателю обратиться к знакомой ему теме автодела, поскольку в данный момент в «толстых журналах» была особенно востребована тема восстановления промышленности страны.
Последовав этому совету, Рыбаков получил в журнале «Октябрь» особенно тёплый приём со стороны его главного редактора Ф. И. Панфёрова, что принесло крупные гонорары и позволило раз и навсегда положить конец полунищей жизни первых послевоенных лет. Некоторое время Рыбаков как писатель и человек входил в ближайшее окружение Панфёрова, однако вскоре эти отношения прекратились после антисемитских замечаний Панфёрова и резких ответов на них Рыбакова.
Выход романа «Водители» принёс Рыбакову членство в Союзе писателей СССР, Сталинскую премию, однокомнатную квартиру на Смоленской площади и известность как всесоюзную, так и в странах соцлагеря. В постсоветские времена автор отметил абсолютную конъюнктурность данного произведения и отказался от его включения в полное собрание своих сочинений.
В 1949 году получил приглашение Константина Симонова занять пост заведующего литературным отделом и члена редакционной коллегии «Литературной газеты», однако отказался, испытывая противоречивое отношение к фигуре Симонова — с одной стороны, талантливого поэта, а с другой — автора откровенно антисемитского «февральского доклада» об «антипатриотической группе» писателей.
В 1950 году отказался от поста члена редколлегии журнала «Октябрь», опасаясь, что проверка перед вступлением в эту должность, входившую в номенклатуру ЦК КПСС, чревата пересмотром решения о снятии судимости и новыми репрессиями. Отказ привёл к тяжёлому разговору с главой Союза писателей А. А. Фадеевым.
В 1951—1952 годах при подготовке романа «Одинокая женщина» провёл две навигации на Волге, плавал на пассажирских судах, на самоходных баржах, побывал во всех портах, одно лето прожил в Горьком. Роман был опубликован в 1955 году в «Новом мире» под названием «Екатерина Воронина», на изменении названия настоял Константин Симонов. Вслед за этим публикацию повторил журнал «Роман-газета». Роман был холодно принят критикой и, по мнению автора, справедливо.
После XX съезда КПСС высоко оценил роль Н. С. Хрущёва в истории КПСС и СССР: Доклад Хрущёва повернул мою жизнь, как и жизнь многих … Хрущёв был последним в стране рабочим-революционером и оставался верным революции до конца своих дней … После XX съезда Хрущёв освободил миллионы заключённых, вернул доброе имя невинно погибшим. Этого Россия никогда не забудет.. Вдохновлённый переменами, Рыбаков написал роман «Лето в Сосняках», начал открытым текстом писать «Дети Арбата». В апреле 1965 года принёс в редакцию журнала «Новый мир» заявку на публикацию романа. В последних номерах журнала 1966 года его выход анонсировали на 1967 год. Высоко оценил произведение главный редактор журнала А. Т. Твардовский. Однако вследствие событий, последовавших за докладом Л. И. Брежнева на праздновании 20-летия Победы, в котором новый лидер партии высоко оценил роль Сталина, публикация подобных произведений стала невозможной. Окончательно надежды на публикацию «Детей Арбата» рухнули в 1970 году с решением секретариата Союза писателей о снятии Твардовского с поста главного редактора «Нового мира».
В 1956—1970 годах опубликовал в журнале «Юность» трилогию о подростке Сергее Крашенинникове (Кроше).
В 1970—1971 годах занимал пост председателя приёмной комиссии — члена секретариата Московской писательской организации. В марте 1971 года был отстранён от должности за отказ одобрить исключение из Союза писателей А. И. Солженицына.
С 1989 по 1991 год Анатолий Рыбаков был президентом советского ПЕН-центра, с сентября 1991 года — почётным президентом российского ПЕН-центра. С 1991 года занимал должность секретаря правления Союза писателей СССР. Почётный доктор философии Тель-Авивского университета (1991). После распада СССР в основном жил в Нью-Йорке (в районе Ленокс-Хилл на Верхнем Ист-Сайде), где завершил роман «Прах и пепел» и «Роман-воспоминание».
Умер во сне 23 декабря 1998 года в Нью-Йорке. Похоронен 6 января 1999 года в Москве на Новокунцевском кладбище.

## Семья
- Сестра — Раиса Наумовна Аронова (1912—1975), инженер Моспроекта.
- Первая жена (1939—1946) — Анастасия Алексеевна Тысячникова (1918—2009), бухгалтер.
  - Сын — Александр Рыбаков (1940—1994), окончил исторический факультет Московского государственного университета имени М. В. Ломоносова, журналист.
    - Внучка — Мария Рыбакова (род. 1973), писательница.
- Вторая жена — Наталья Давыдова (настоящее имя — Майя Максимовна Давыдова, 1925—2005), писательница.
  - Сын — Алексей Макушинский (род. 1960), поэт, прозаик и литературовед.
- Третья жена (с 1978 года) — Татьяна Марковна Винокурова-Рыбакова (в девичестве Беленькая, 1928—2008), журналист на Иновещании и в звуковом журнале «Кругозор», дочь заместителя наркома снабжения и пищевой промышленности, психиатра М. Н. Беленького (1890—1938, расстрелян)[18], автор книги воспоминаний «Счастливая ты, Таня: О Рыбакове, и не только о нём» (2005), значительная часть которой посвящена многолетнему знакомству с А. Н. Рыбаковым[20], хранительница архива А. Н. Рыбакова. Первым браком была замужем за поэтом Евгением Винокуровым (1925—1993), предшествующий замужеству давний роман с Рыбаковым возобновился во время этого брака, в результате чего он распался[18]; их дочь — литературовед Ирина Винокурова (род. 1953), к которой в 1992 году Рыбаковы переехали в США[18].
- Двоюродный брат — Лев Ильич Аронов (1909—1972), художник.

## Творчество
В 1947 году Анатолий Рыбаков занялся литературной деятельностью, начав писать приключенческие повести для юношества — повесть «Кортик» (1948) и её продолжение — повесть «Бронзовая птица» (1956). Обе повести были экранизированы — фильм «Кортик» в 1954 году (повторно в 1973 году), фильм «Бронзовая птица» в 1974 году.
Юношеству были адресованы и следующие повести — «Приключения Кроша» (1960) с продолжениями «Каникулы Кроша» (1966) и «Неизвестный солдат» (1970). Их экранизации — «Приключения Кроша» в 1961 году, «Каникулы Кроша» в 1979 году, «Минута молчания» в 1971 году и «Неизвестный солдат» в 1984 году. По отдалённым мотивам повести «Каникулы Кроша» в 1969 году был снят фильм «Эти невинные забавы».
Первый роман, написанный Рыбаковым, был посвящён людям, хорошо ему знакомым, — «Водители» (1950). Роман «Екатерина Воронина» (1955), экранизированный в 1957 году, имел большой успех. В 1964 году опубликовал роман «Лето в Сосняках» о строительстве первых пятилеток.
В 1975 году вышло продолжение повестей «Кортик» и «Бронзовая птица» — повесть «Выстрел», по которой был снят фильм «Последнее лето детства» (1974).
В 1978 году увидел свет роман «Тяжёлый песок». Роман повествует о жизни еврейской семьи в 1910—1940-х годах в одном из местечек на севере Украины, о любви, пронесённой через десятилетия, о трагедии Холокоста и мужестве гражданского сопротивления. Этот роман был экранизирован, премьера фильма состоялась в 2008 году.
Роман «Дети Арбата», написанный ещё в 1960-х годах, но опубликованный только в 1987 году, был одним из первых о судьбе молодого поколения тридцатых годов, времени больших потерь и трагедий. Роман воссоздаёт судьбы этого поколения, стремясь раскрыть механизм тоталитарной власти, понять «феномен» Сталина и сталинизма. Он продолжает традицию сухого документального повествования о сталинизме, начатую Василием Гроссманом в романе «Жизнь и судьба». В 2004 году по мотивам романа «Дети Арбата» снят одноимённый многосерийный фильм.
В 1988 году вышел фильм по сценарию Рыбакова «Воскресенье, половина седьмого», завершивший цикл о Кроше. Тогда же вышло продолжение «Детей Арбата» — роман «Тридцать пятый и другие годы». В 1990 году — роман «Страх», в 1994 году — «Прах и пепел». В тетралогии использованы элементы биографии автора (Саша Панкратов).
В 1995 году было издано собрание сочинений в семи томах. Позднее — автобиографический «Роман-воспоминание» (1997).
Книги изданы в 52 странах общим тиражом более 20 миллионов экземпляров. Многие произведения экранизированы.

### Повести
- 1948 — Кортик
- 1956 — Бронзовая птица
- 1960 — Приключения Кроша
- 1966 — Каникулы Кроша
- 1970 — Неизвестный солдат
- 1975 — Выстрел

### Романы
- 1950 — Водители
- 1955 — Екатерина Воронина
- 1964 — Лето в Сосняках
- 1978 — Тяжёлый песок
- 1982 — Дети Арбата
- 1988 — Тридцать пятый и другие годы (Страх), книга первая
- 1990 — Страх (Тридцать пятый и другие годы), книга вторая
- 1994 — Прах и пепел
- 1997 — Роман-воспоминание (Мой XX век)

## Экранизации
- 1954 — Кортик
- 1957 — Екатерина Воронина
- 1961 — Приключения Кроша
- 1969 — Эти невинные забавы (По повести «Каникулы Кроша»)
- 1971 — Минута молчания (По повести «Неизвестный солдат»)
- 1973 — Кортик
- 1974 — Бронзовая птица
- 1974 — Последнее лето детства (ТВ, основан на повести «Выстрел»)
- 1980 — Каникулы Кроша
- 1984 — Неизвестный солдат (ТВ)
- 1988 — Воскресенье, половина седьмого
- 2005 — Дети Арбата
- 2008 — Тяжёлый песок

## Награды и премии
- Сталинская премия второй степени (1951) — за роман «Водители» (1950)[21].
- Государственная премия РСФСР имени братьев Васильевых (1973) — за сценарий фильма «Минута молчания» (1971)
- Орден Отечественной войны I степени (30.6.1945)[22]
- два ордена Отечественной войны II степени(31.1.1945[23]; 6.4.1985[24])
- орден Трудового Красного Знамени
- орден Дружбы народов (13.01.1981)
- медаль «За боевые заслуги» (4.4.1943)[25]
- медаль «За взятие Берлина»[26]
- медаль «За оборону Москвы»[27]